# Valis (série de jeux vidéo)
Pour les articles homonymes, voir Valis.
Valis (ヴァリス) est une série de jeux vidéo de mêlant plates-formes et action-RPG créée par le studio japonais Wolf Team.
Telenet Japan, qui détenait la licence, l'a vendue à Eants qui a utilisé la marque pour des jeux hentai.

## Liste de titres

### Série principale
- 1986 : Valis: The Fantasm Soldier
- 1989 : Valis II
- 1990 : Valis III
- 1991 : Valis IV

### Série hentai
- 2006 : Valis X

### Valis: The Fantastical Warrior 35th Anniversary Resurrection Support Project
La société Edia Co., Ltd, spécialisée dans le jeu vidéo mobile, a racheté les droits de la licence et a ouvert un site consacré aux premiers épisodes de la série. Le 22 juin 2021, elle ouvre une campagne de financement participatif sur la plateforme Makuake afin de financer la réédition du jeu sur la console Nintendo Switch.

## Manga
Une série de mangas seinen Valis est sortie à partir de 2007 dans Comic Valkyrie.